# 도이다역
도이다역(일본어: 土居田駅)은 일본 에히메현 마쓰야마시에 위치한 이요 철도 군추 선의 철도역이다. 역 번호는 IY 26이며, 섬식 승강장 1면 2선의 구조를 갖춘 지상역이다.

## 타는 곳
| 1 | ■ 군추 선 | 상행 | 마쓰야마시 방면             |
| 2 | ■ 군추 선 | 하행 | 요고 · 마사키 · 군추코 방면 |

## 역 주변
- 국도 제56호선
- 국도 제196호선
- NHK 하리다 라디오 중계소
- 일본 국토교통성 시코쿠 지방 정비국 마쓰야마 하천 국도 사무소

## 역사
- 1930년 3월 6일 : 개업.
- 2015년 7월 25일 : 역 내 배리어 프리화 공사 완성.

## 인접 역
| 이요 철도 군추 선            | 이요 철도 군추 선 | 이요 철도 군추 선      |
| ---------------------------- | ----------------- | ---------------------- |
| IY 25 도바시 마쓰야마시 방면 | ■ 군추 선         | 요고 IY 27 군추코 방면 |